# Jennifer Innis

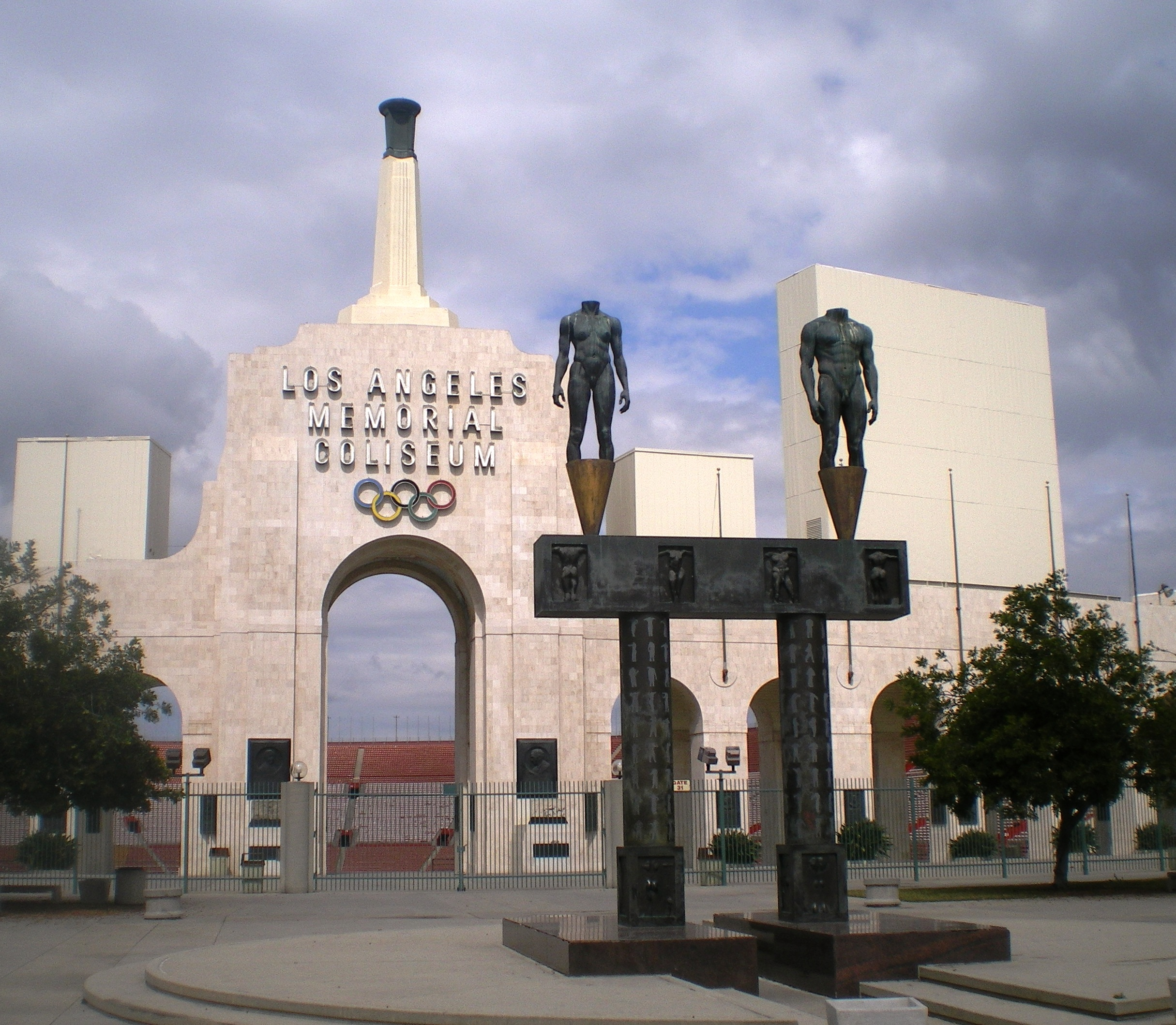
Bronsstatyer i naturlig storlek utanför Los Angeles Memorial Coliseum. Den kvinnliga kroppen är gjord med Jennifer Innis som modell.

Jennifer Innis, född 21 november 1959, är en friidrottare från Guyana, numera USA. Hon tävlade på internationell elitnivå i kortdistanslöpning och längdhopp.

## Meriter
Sina främsta internationella mästerskapsmeriter har Innis i längdhopp där hon tog sig till final i ett OS, två världsmästerskap och ett inomhus-VM. Vid OS kom hon på trettonde plats både i Moskva 1980 med 6,10 i finalen och i Los Angeles 1984 där hon hoppade 6,17 men missade finalen. Vid VM kom hon på elfte plats i Helsingfors 1983 med 6,54 och på sjunde plats i Rom 1987 med 6,80. Vid inomhus-VM i Budapest 1989 kom hon på åttonde plats med 6,02.

## Personliga rekord
Sitt snabbaste 100-meterslopp sprang Innis i Walnut i Kalifornien den 15 juli 1984, då hon fick tiden 11,26. Sitt längdhoppsrekord på 6,82 satte hon i Nice den 14 augusti 1982. Båda resultaten var nationsrekord. Innis personliga inomhusrekord på 50 meter, 6,31 sekunder, är fortfarande (september 2008) gällande sydamerikanskt rekord.

## Offentlig konst
Jennifer Innis var modell för den kvinnliga kropp av koppar i naturlig storlek som ingår i Robert Grahams staty The Olympic Gateway som restes utanför Los Angeles Memorial Coliseum inför OS i Los Angeles 1984. Den manliga kroppen är gjord med vattenpolospelaren Terry Schroeder som modell.

## Fotnoter
1. ↑  World Athletics Database, World Athletics ID: 60821.[källa från Wikidata]
2. ↑  Sports-Reference.com, läs online, läst: 31 januari 2016.[källa från Wikidata]
3. ↑  Rekorden angivna av IAAF. Sportstatistiksidan Sports reference Arkiverad 19 september 2011 hämtat från the Wayback Machine. anger bättre resultat från 1987.
4. ↑  Guyana National Track and Field Records på webbplatsen Friends of Guyana Athletics
5. ↑  ”Presentation av Los Angeles Memorial Coliseum av Barrys Tickets”. Arkiverad från originalet den 1 augusti 2008. https://web.archive.org/web/20080801073632/http://www.barrystickets.com/losangeles/la-coliseum/. Läst 15 september 2008.